# Kleine Ohe (Donau)

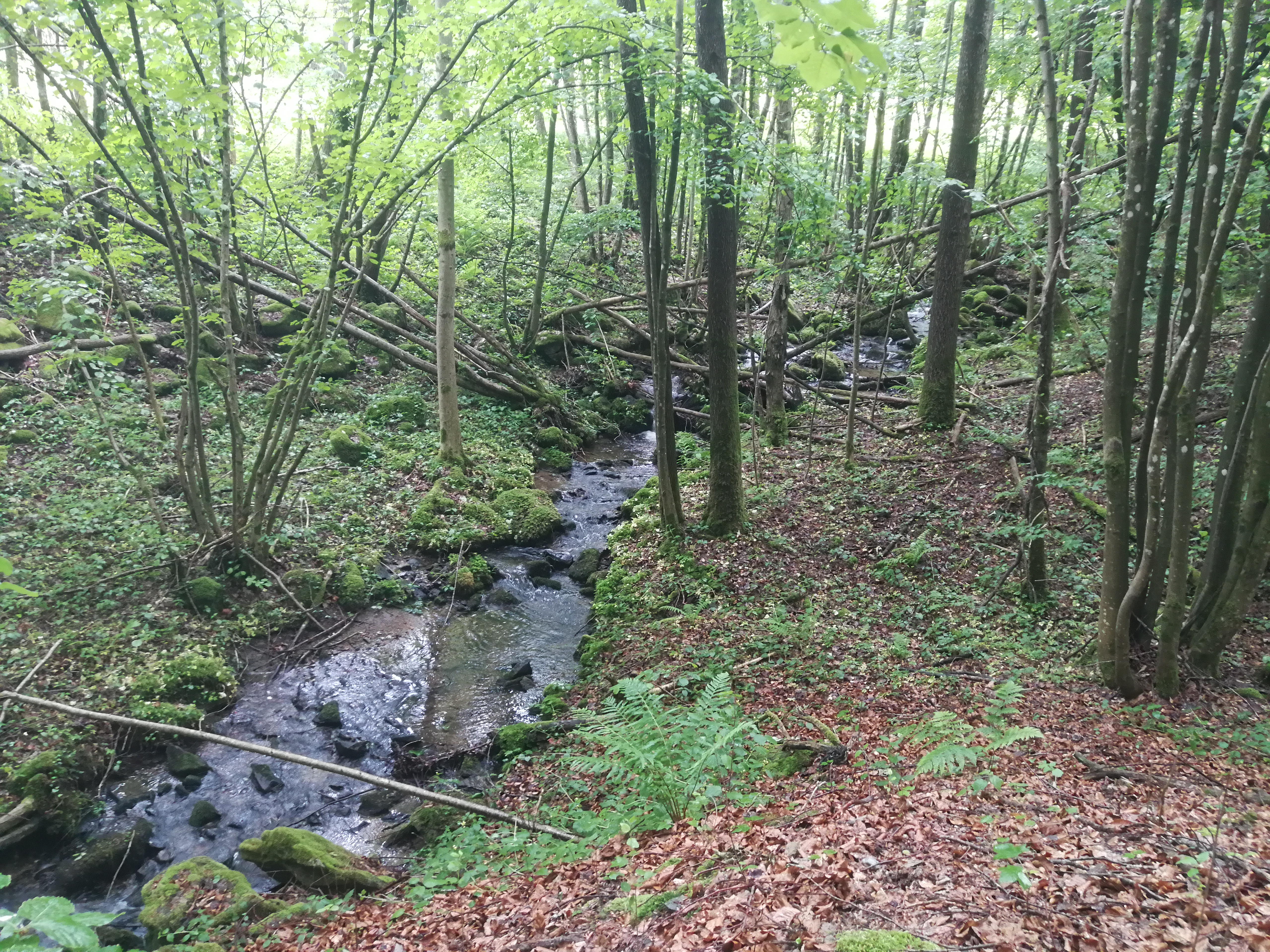
Der Renzlinger Mühlbach nordwestlich von Winsing, einer der oberen Zuflüsse der Kleinen Ohe

Die Kleine Ohe, auch Schöllnach genannt, ist ein etwa 32 km langer linksseitiger Nebenfluss der Donau vor allem im Bereich des Vorderen Bayerischen Waldes und des Lallinger Winkels.

## Geographie

### Verlauf
Der als Schöllnach nahe dem Brotjacklriegel entspringende Fluss entwässert Teile des Oberpfälzisch-Bayerischen Waldes insgesamt etwa südwestwärts. Er durchquert und passiert dabei mehrere Orte ähnlichen Namens, so Markt Schöllnach, Schöllnstein sowie die Ortsteile Ober- und Unterschöllnach von Hofkirchen.
Auf ihrem Abschnitt Deggendorf–Passau überquert die Bundesautobahn 3 mit der Schöllnachtalbrücke (422 m) das Tal der unteren Kleinen Ohe.
Die Kleine Ohe mündet bei Unterschöllnach und gegenüber von Pleinting in die Donau.

### Zuflüsse
Liste einer Auswahl direkter Zuflüsse von der Quelle zur Mündung. Längen und Einzugsgebiete nach dem amtlichen Gewässerverzeichnis.
- Thannbach, von links nahe Schöllnach-Thann
- Wiesenbachl, von links nach Schöllnach-Geßlermühle
- Renzlinger Mühlbach, von rechts nach Schöllnach-Kleibmühle, 3,9 km und 5,9 km²
- Taidinger Graben, von links vor und gegenüber Schöllnach-Englfing
- Kellergraben, von rechts am Ortsanfang von Schöllnach
- Retzbach von links nahe Außernzell-Ramperting, 4,1 km und 3,9 km²
- Egglbach, von rechts vor Außernzell-Gunzing
- Perlbach, von links gegenüber Gunzing, 3,5 km mit Oberlauf Furtbach und 12,0 km²
- Schröngdobelbach, von rechts vor Außernzell
- Kohlstettbach, von links gegenüber Außernzell, 3,3 km und 5,8 km²
- Rötzinger Seige, von links vor Iggensbach-Kopfsberg
- Scherbach, von rechts nach Kopfsberg, 3,5 km und 8,0 km²
- Schöllnsteiner Bach, von links in Iggensbach-Schöllnstein, 3,4 km und 6,0 km²
- Schöllnerbach, von rechts vor Hofkirchen-Klafterdinger Mühle
- Stadelberger Bach, von links gegenüber Hofkirchen-Grubhof
- Fischerwiesgraben, von rechts bei Hofkirchen-Oberschöllnach
- Gelbersdorfer Bach, von links unmittelbar vor der Mündung